# Эскадренные миноносцы типа 1936B
Эскадренные миноносцы типа 1936B — тип эскадренных миноносцев (нем. zerstorer), состоявший на вооружении Кригсмарине в годы Второй мировой войны. Всего верфью «Дешимаг» в Бремене было построено 3 единицы данного типа. 2 корабля (Z-44, Z-45) не достроены.

## Конструкция
Эсминцы типа 1936B были максимально унифицированы по всем параметрам со своими предшественниками, эсминцами типа 1936, типа 1936A и типа 1936A(Mob). Основным отличием по механической части было уменьшение температуры перегрева пара в энергетической установке до 426 градусов. Главной задачей было обеспечить высокую технологичность постройки. В корпусе применена продольная система набора, детали набора изготовлены из стали «N.52», надстройки из лёгких сплавов. Главный калибр был уменьшен со 150-мм орудий до 127-мм, что, в свою очередь, позволило увеличить число стволов зенитной артиллерии. Зенитная артиллерия была усилена за счёт установки 2 × 4 20-мм автоматов на крыльях мостика и замены 37-мм/83 на более скорострельные 37-мм/69. Последние 3 корабля отличались уменьшенными запасами мазута, что несколько сократило дальность плавания.
2 эсминца серии погибли в ходе Второй мировой войны (Z-35, Z-36). Ещё 1 (Z-43) был тяжело поврежден и затоплен личным составом (Z-43). 2 корабля остались недостроенными.

## Список эсминцев типа[1]
| Название | Верфь-строитель   | Дата закладки | Дата спуска на воду | Дата вступления в состав флота | Дата вывода из состава флота/гибели | Судьба                                                   |
| -------- | ----------------- | ------------- | ------------------- | ------------------------------ | ----------------------------------- | -------------------------------------------------------- |
| Z-35     | DeSchiMAG, Бремен | 06.06.1941    | 02.10.1942          | 22.09.1943                     | 12.12.1944                          | Погиб на минах вместе с Z-36 у о. Нарген                 |
| Z-36     | DeSchiMAG, Бремен | 15.09.1941    | 15.05.1943          | 19.02.1944                     | 12.12.1944                          | Погиб на минах вместе с Z-35 у о. Нарген                 |
| Z-43     | DeSchiMAG, Бремен | 01.05.1942    | 09.1943             | 31.05.1944                     | 03.05.1945                          | Затоплен личным составом, в 1953 разобран на металл      |
| Z-44     | DeSchiMAG, Бремен | 1942          | 20.01.1944          | не достроен                    | 29.07.1944                          | Потоплен британской авиацией у достроечной стенки завода |
| Z-45     | DeSchiMAG, Бремен | 1942?         |                     |                                |                                     | не достроен                                              |